# غلهر
غلهر هي قرية في مقاطعة أرومية، إيران. يقدر عدد سكانها بـ 700 نسمة بحسب إحصاء 2016.